# 魏伯斯布伦
魏伯斯布伦是德国巴伐利亚州的一个市镇。总面积2.89平方公里，总人口2018人，其中男性1011人，女性1007人（2011年12月31日），人口密度698人/平方公里。